# Chapelle du Nazaréen
La Chapelle du Nazaréen, est un édifice religieux de culte catholique, ayant le statut de chapelle, situé dans la vieille ville de Pontevedra (Espagne), rue Duque de Tetuán, en face du Théâtre Principal.

## Histoire
La chapelle a ses origines au XIVe siècle. On croit qu'elle appartenait à l'église paroissiale de Saint-Barthélemy le Vieux, qui se trouvait à cet endroit, occupant l'espace de l'actuel Théâtre Principal. Une autre théorie veut qu'elle ait pu appartenir au pazo de la famille Mendiño, car la tour médiévale était située juste à côté. Aujourd'hui encore, on peut voir dans ce bâtiment les grandes pierres de taille de l'ancienne tour. De l'autre côté de la chapelle, il y avait autrefois une rue, aujourd'hui murée par une maison avec un balcon.
La chapelle qui existait à l'origine à cet endroit s'appelait Chapelle des Emparedadas (chapelle des femmes emmurées). Elle a été appelée ainsi parce que des femmes pieuses y étaient enfermées et qu'après y être entrées, elles scellaient la porte avec des murs, à l'exception d'une petite fente par laquelle les sacrements et la nourriture étaient administrés. Selon le professeur Xosé Filgueira Valverde, cette rue était déjà connue sous le nom de rue des Emparedadas au milieu du XIIIe siècle.
Le culte de Jésus de Nazareth a plus de 100 ans d'histoire à Pontevedra. On ne sait pas exactement quand cela a commencé, mais au début du XXe siècle, la rue Duque de Tetuán où se trouve la chapelle s'appelait rue de Jesús Nazareno et la chapelle recevait déjà des milliers de dévots.

## Description
La chapelle, qui aurait été l'ancienne sacristie du temple disparu de Saint-Barthélemy le Vieux, était déjà mentionnée à plusieurs reprises à la fin du Moyen Âge comme un petit bâtiment avec une petite image en pierre de la Vierge encastrée dans sa façade.
C'est une petite chapelle et elle est rattachée à d'autres constructions par les murs d'extrémité. Les murs sont faits de pierres taillées en granit et le toit est fait de bois et de tuiles galiciennes. La porte d'entrée, située sur le côté sud, présente un arc surbaissé. Plus tard, des moulures inférieures et supérieures ont été sculptées pour l'adapter au style baroque, la chapelle étant d'origine médiévale. A côté de la porte, il y a une embrasure. La chapelle possède une petite image en pierre de la Vierge encastrée dans sa façade.
La chapelle est très populaire et est souvent visitée le jour du Nazaréen pour demander les trois grâces : santé, travail et amour. Le premier vendredi de mars est le seul jour où la chapelle est ouverte. Le reste de l'année, il n'est possible d'invoquer le Nazaréen que de l'extérieur, à travers la porte grillagée.
À l'intérieur se trouve un retable baroque à trois sections, avec l'image de Jésus le Nazaréen au centre et deux images de la Vierge à l'Enfant sur les côtés. Il y a aussi une image de la Mater Dolorosa. L'image du Nazaréen au culte duquel elle est dédiée vient de Madrid.
Les couvents Saint-François et Sainte-Claire de la ville conservent également des images du Nazaréen qui sont vénérées à Pontevedra.